# Xiphinemella
Xiphinemella är ett släkte av rundmaskar. Xiphinemella ingår i familjen Dorylaimidae.
Kladogram enligt Catalogue of Life:
| Xiphinemella | \| \| Xiphinemella americanum \| \| \| \| \| \| Xiphinemella chambersi \| \| \| \| \| \| Xiphinemella esseri \| \| \| \| \| \| Xiphinemella radicicola \| \| \| \| |
|              | \| \| Xiphinemella americanum \| \| \| \| \| \| Xiphinemella chambersi \| \| \| \| \| \| Xiphinemella esseri \| \| \| \| \| \| Xiphinemella radicicola \| \| \| \| |
|              | Amphidorylaimus |
|              | |
|              | Aporcelaimus |
|              | |
|              | Chrysonema |
|              | |
|              | Discolaimium |
|              | |
|              | Discolaimus |
|              | |
|              | Discomyctus |
|              | |
|              | Dolicholaimus |
|              | |
|              | Dorylaimellus |
|              | |
|              | Dorylaimus |
|              | |
|              | Drepandorus |
|              | |
|              | Enchodelus |
|              | |
|              | Eudorylaimus |
|              | |
|              | Labronema |
|              | |
|              | Laimydorus |
|              | |
|              | Longidorella |
|              | |
|              | Lordellonema |
|              | |
|              | Mesodorylaimus |
|              | |
|              | Metactinolaimus |
|              | |
|              | Meylonema |
|              | |
|              | Miranema |
|              | |
|              | Paractinolaimus |
|              | |
|              | Prodorylaimus |
|              | |
|              | Pungentus |
|              | |
|              | Thorneela |
|              | |
|              | Thornenema |
|              | |
|              | Thornia |
|              | |
|              | Tylencholaimus |
|              | |
|              | Utahnema |
|              | |
|              | Xiphinemella americanum |
|              | |
|              | Xiphinemella chambersi |
|              | |
|              | Xiphinemella esseri |
|              | |
|              | Xiphinemella radicicola |
|              | |

|  | Xiphinemella americanum |
|  |                         |
|  | Xiphinemella chambersi  |
|  |                         |
|  | Xiphinemella esseri     |
|  |                         |
|  | Xiphinemella radicicola |
|  |                         |